# Birnieatollen
Birnieatollen eller Birnieön (även Birney) är en ö i Polynesien som tillhör Kiribati i Stilla havet.

## Geografi
Birnie är den minsta ön bland Phoenixöarna och ligger cirka 1 800 kilometer sydöst om huvudön Tarawa och ca 650 kilometer nordväst om Tokelau. Dess geografiska koordinater är 3°35′ S och 171°33′ V.
Den obebodda ön är en korallatoll och har en areal om ca 0,2 km². Atollen är ca 1,2 km lång och a 0,5 km bred och omsluter en liten lagun. Atollen omges av ett korallrev och utanför den södra kusten ligger ytterligare ett rev. Den högsta höjden är på endast 4 m ö.h.

## Historia
Ön upptäcktes 1823 av brittiske kapten T. Emmett Master på valfångstfartyget "Sydney Packet" och namngavs efter fartygets ägare rederiet Alexander Birnie & Co i London.
1860 annekterades ön av USA och 1889 av Storbritannien.
Den 12 januari 1916 blev Birnie tillsammans med övriga öar inom Phoenixöarna ett eget förvaltningsområde inom det brittiska British Western Pacific Territories (Brittiska Västra Stillahavsterritoriet).
Den 18 mars 1937 införlivades alla Phoenixöarna i den brittiska kolonin Gilbert och Elliceöarna.
Birnie är en betydande boplats för sjöfåglar och utsågs 1938 till fågelreservat och 1975 till naturreservat.
1979 införlivades Phoenixöarna i den nya nationen Kiribati.